# Chytridiopsidae
Chytridiopsidae är en familj av svampar. Chytridiopsidae ingår i ordningen Chytridiopsida, klassen Microsporea, divisionen Microspora och riket svampar.
| Chytridiopsidae | \| \| Chytridiopsis \| \| \| \| |
|                 | \| \| Chytridiopsis \| \| \| \| |
|                 | Buxtehudiidae                   |
|                 |                                 |
|                 | Chytridiopsis                   |
|                 |                                 |

|  | Chytridiopsis |
|  |               |